# Yanert-Gletscher
Der Yanert-Gletscher ist ein 30,6 km langer Talgletscher in der nördlichen Alaskakette in Alaska (USA). 
Der Yanert-Gletscher hat sein Nährgebiet an der Westflanke des Mount Deborah auf einer Höhe von 2000 m. Der Gletscher strömt in westlicher Richtung. Der Yanert-Gletscher weist eine maximale Breite von 2,0 km auf. Er endet auf einer Höhe von ungefähr 850 m. Der Gletscher speist den Yanert Fork, der in den Nenana River mündet.
Benannt wurde der Gletscher vom U.S. Geological Survey (USGS) nach Sergeant William Yanert, der an einer Expedition unter der Leitung von Edwin F. Glenn im Jahr 1898 teilnahm.